# Bregentved
Bregentved Gods er en gammel sædegård, der nævntes først gang i 1319, da kong Erik Menved skænkede Bregentved til Ringsted Kloster. Herregården ligger tre km øst for Haslev, i Haslev Sogn, Faxe Kommune. Hovedbygningen er opført i 1886-1891 af arkitekt Axel Berg, mens nordfløjen er fra 1650; den er ombygget i 1731-1736 af arkitekt Laurids de Thurah. Parken på Bregentved er på 20 hektar, og åben noget af tiden.

## Ejere af Herregården Bregentved
- (1319-1364) Ringsted Kloster
- (1364-1382) Sankt Clara Kloster i Roskilde
- (1382-1410) Oluf Grubbe
- (1410-1433) Erik Bydelsbak
- (1433-1450) Laurids Eriksen Bydelsbak
- (1450-1494) Niels Pedersen Gyldenstjerne
- (1494-1504) Mourits Nielsen Gyldenstjerne
- (1504) Anne Mouritsdatter Gyldenstjerne gift (1) Krognos (2) Podebusk
- (1504-1506) Oluf Stigsen Krognos til Krapperup og Bollerup
- (1506-1508) Anne Mouritsdatter Gyldenstjerne gift (1) Krognos (2) Podebusk
- (1508) Pernille Olufsdatter Krognos gift Bille
- (1508-1510) Anders Bentsen Bille
- (1510-1545) Bent Andersen Bille
- (1545-1550) Mourits Olufsen Krognos
- (1550-1563) Eline Gøye gift Krognos
- (1563-1573) Oluf Mouritsen Krognos
- (1573-1575) Anna Hardenberg gift Krognos
- (1575-1581) Christoffer Gøye
- (1581-1630) Steen Brahe til Knudstrup
- (1630) Erik Stensen Brahe
- (1630) Falk Gøye
- (1630-1658) Frederik Knudsen Urne
- (1658-1668) Karen Arentfeldt gift Urne
- (1668-1682) Ove Juul
- (1682-1709) Frederik Christoffersen Gabel
- (1709-1718) Christian Carl Frederiksen Gabel
- (1718-1730) købt for 50.000 rigsdaler af Frederik 4.[5]
- (1730-1731) Christian 6.
- (1731-1740) Poul Vendelbo Løvenørn
- (1740) Frederik Poulsen de Løvenørn
- (1740-1746) Christian 6.
- (1746) Frederik 5.
- (1746-1792) Adam Gottlob lensgreve Moltke
- (1792-1818) Joachim Godske lensgreve Moltke
- (1818-1864) August Adam Wilhelm lensgreve Moltke
- (1864-1875) Frederik Georg Julius lensgreve Moltke
- (1875-1936) Frederik Christian lensgreve Moltke
- (1936-1968) Christian Frederik Gustav lensgreve Moltke
- (1968-1989) Hans Hemming Joachim Christian lensgreve Moltke
- (1989-2017) Christian Georg Peter greve Moltke
- (2017-2019) Christian Georg Peter greve Moltke/Frederik Christian Adam greve Moltke
- (2019- ) Otto Joachim Peter Moltke

## Virksomheden Bregentved
K/S Bregentved er navnet på det nuværende selskab, der ejer Bregentved Gods og flere andre større gårde. 

### Jordbrug
De ejer 6.519 hektar jordbrug med Turebyholm, Turebylille, Holtegård, Eskilstrup, Rødehus, Sofiendal, Sprettingegård, Storelinde Overdrevsgård, Ulsegård og Statafgård. Omkring halvdelen af arealet er landbrug, resten skovbrug, mest eg der bedst tåler hård våd lerjord. Skovene har 600 km grøfter.

### Svineproduktion
Bregentved har en større produktion af grise på fire lokationer ved Haslev. I 2019 sendte de 115.414 slagtesvin til slagtning på danske slagterier.

### Andre selskaber
Bregentved ejer og driver flere virksomheder, f.eks den tidligere Flyvestation Vandel der drives som Vandel Erhvervspark siden 2003, og en større landbrugsbedrift syd for Stettin i det vestligste Polen siden 2004. Godset ejer bl.a vindmøller og solcelleanlæg, som producerer 60 GWh/år.
Lensgreven havde omkring 1892 et anlæg som omdannede vandkraft til trykluft.